# ان‌ال‌ئی چوپا
برایسن لاشون پاتس (انگلیسی: Bryson LaShun Potts; زادهٔ ۱ نوامبر ۲۰۰۲) که به‌طور حرفه‌ای با نام ان‌ال‌ئی چوپا (انگلیسی: NLE Choppa) شناخته می‌شود، رپر آمریکایی است. او در سال ۲۰۱۹ و پس از انتشار آهنگ «Shotta Flow» به شهرت رسید که توانست گواهی‌نامه پلاتین از انجمن صنعت ضبط موسیقی ایالات متحده آمریکا دریافت کند و در تاپ ۴۰ جدول بیلبورد هات ۱۰۰ قرار گرفت.